# Mniobia setifera
Mniobia setifera är en hjuldjursart som beskrevs av Bartoš 1944. Mniobia setifera ingår i släktet Mniobia och familjen Philodinidae. Inga underarter finns listade i Catalogue of Life.